# 馬從謙
馬從謙（1495年—1552年），字益之，號竹湖，直隸應天府溧陽縣（今江蘇省溧陽縣）人，明朝政治人物。

## 生平
嘉靖十年（1531年）順天府鄉試第一。嘉靖十四年（1535年）乙未科二甲十五名進士。授工部主事。升尚寶寺丞、嘉靖二十年（1541年）任光祿寺少卿。嘉靖三十一年十二月（1553年初），彈劾提督中官杜泰乾貪污，後因反對明世宗迷信方術而下獄，并廷杖八十，戍烟瘴，竟死杖下。
隆慶初，朝廷追卹先朝建言杖死諸臣。然而中官追恨從謙，從中阻撓。給事中王治、御史龐尚鵬力爭未果。

## 家族
曾祖馬信可；祖父馬公輔，封經歷；父馬忠；嫡母史氏；生母趙氏。慈侍下。
侄馬一龍，嘉靖九年順天解元。